# Johannes B. Bauer
Johannes Baptist Bauer (* 21. Jänner 1927 in Wien; † 21. November 2008 in Graz) war ein römisch-katholischer Theologe, Patristiker, Bibelwissenschaftler und Ökumeniker. Er war Wegbereiter der Laientheologie.

## Leben
Johannes B. Bauer studierte Philologie, Theologie und Bibelwissenschaften in Wien, München und Rom. 1951 wurde er an der Universität Wien promoviert. 1962 habilitierte er sich in Graz noch vor dem Zweiten Vatikanischen Konzil (30. März 1962) als erster Laientheologe im deutschsprachigen Raum an einer katholisch-theologischen Fakultät. Dies gelang durch die Unterstützung des Kirchenhistorikers Karl Amon (1924–2017) und des laienfreundlichen Diözesanbischofs Josef Schoiswohl (1901–1991), Bischof von Graz-Seckau 1954–1968. 1965 wurde er als erster Laientheologe auf den Lehrstuhl für Dogmengeschichte und Ökumenische Theologe an der Universität Graz berufen. Ein Jahr später gründete er das Institut für Dogmengeschichte und Ökumenische Theologie (seit 1999 in Ökumenische Theologie, Ostkirchliche Orthodoxie und Patrologie umbenannt) in Graz. 1967 bis 1968 war Johannes B. Bauer Dekan der Theologischen Fakultät der Universität Graz. 1995 wurde er emeritiert.

## Wirken
Die Forschungsschwerpunkte von Bauer waren umfassende biblische, patristische und dogmengeschichtliche Quellenarbeiten. Auf dieser Basis setzte er sich mit Themen wie Ehescheidung, Jungfrauengeburt, Kirchenbeitrag, Laientheologen und Zölibat auseinander.
Bekannteste Werke waren das „Bibeltheologische Wörterbuch“, ein Lexikon der christlichen Antike sowie eine Textedition der Schriften des Heiligen Augustinus in lateinischer Sprache. Bekanntheit erlangten außerdem seine Publikationen „Die Zeit Jesu – Herrscher, Sekten und Parteien“, sein Kommentarband zum Ersten Petrusbrief, der Band „Die biblische Urgeschichte“ sowie seine Übersetzung und Kommentierung der „Polykarp-Briefe“.
Er veröffentlichte zudem die „Entwürfe der Theologie“ und „Die Heißen Eisen von A bis Z. Ein aktuelles Lexikon für Christen“.

## Auszeichnungen
- 1993: Großes Silbernes Ehrenzeichen für Verdienste um die Republik Österreich[2]